# Kazunari Kodama
Kazunari Kodama (ur. 7 czerwca 1981 r. w Akicie) – japoński wioślarz.

## Osiągnięcia
- Mistrzostwa Świata – Poznań 2009 – ósemka wagi lekkiej – 4. miejsce[1].